# Зелений тукан
Зелений тукан (Aulacorhynchus) — рід птахів родини туканових (Ramphastidae). Включає 11 видів.

## Поширення
Представники роду поширені у Неотропіках від південної Мексики до Аргентини.

## Опис
Це порівняно невеликі тукани завдовжки 30–44 сантиметри (12–17 дюймів) з барвистим, переважно зеленим, оперенням.

## Класифікація
- Aulacorhynchus albivitta — тукан білогорлий
- Aulacorhynchus atrogularis — тукан чорногорлий
- Aulacorhynchus caeruleogularis
- Aulacorhynchus coeruleicinctis — тукан жовтоокий
- Aulacorhynchus derbianus — тукан амазонійський
- Aulacorhynchus haematopygus — тукан червоногузий
- Aulacorhynchus huallagae — тукан жовтобровий
- Aulacorhynchus prasinus — тукан оливковоголовий
- Aulacorhynchus sulcatus — тукан блакитнощокий
- Aulacorhynchus wagleri — тукан мексиканський
- Aulacorhynchus whitelianus — тукан тепуйський